# Villamanrique de Tajo
Villamanrique de Tajo est une commune de la communauté de Madrid, en Espagne.